# Людвіг II (граф Вюртембергу)
Людвіг II (нім. Ludwig II.; бл. 1137–1181) — 2-й граф Вюртембергу в 1158—1181 роках.

## Життєпис
Походив з Вюртемберзького дому. Син Людвіга I, графа Вюртембергу. Народився близько 1137 року. Після смерті батька 1158 року успадкував гарфство Вюртемберг.
До 1166 року ім'я Людвіг згадувалося без титулу графа. Перша згадка про Людвіга II як графа Вюртембергу датується 1181 роком — в харті імператора Фрідріха І. Ймовірно титул графа за часів Людвіга I не був закріплений як спадковий, а був лише особистим. Саме Людвіг II домігся офіційного статусу Вюртембергу як графства.
Продовжив політику підтримки династії Гогенштауфенів. Помер 1181 року. Його володіння отримали в спільне панування сини Гартман і Людвіг.

## Родина
Дружина — Віллібірга, донька Гартмана III, графа Кіхбергу
Діти:
- Гартман (1160—1240), граф Вюртембергу
- Людвіг (1166—1241), граф Вюртембергу